# Jyske Bank

Jyske Banks logotyp.

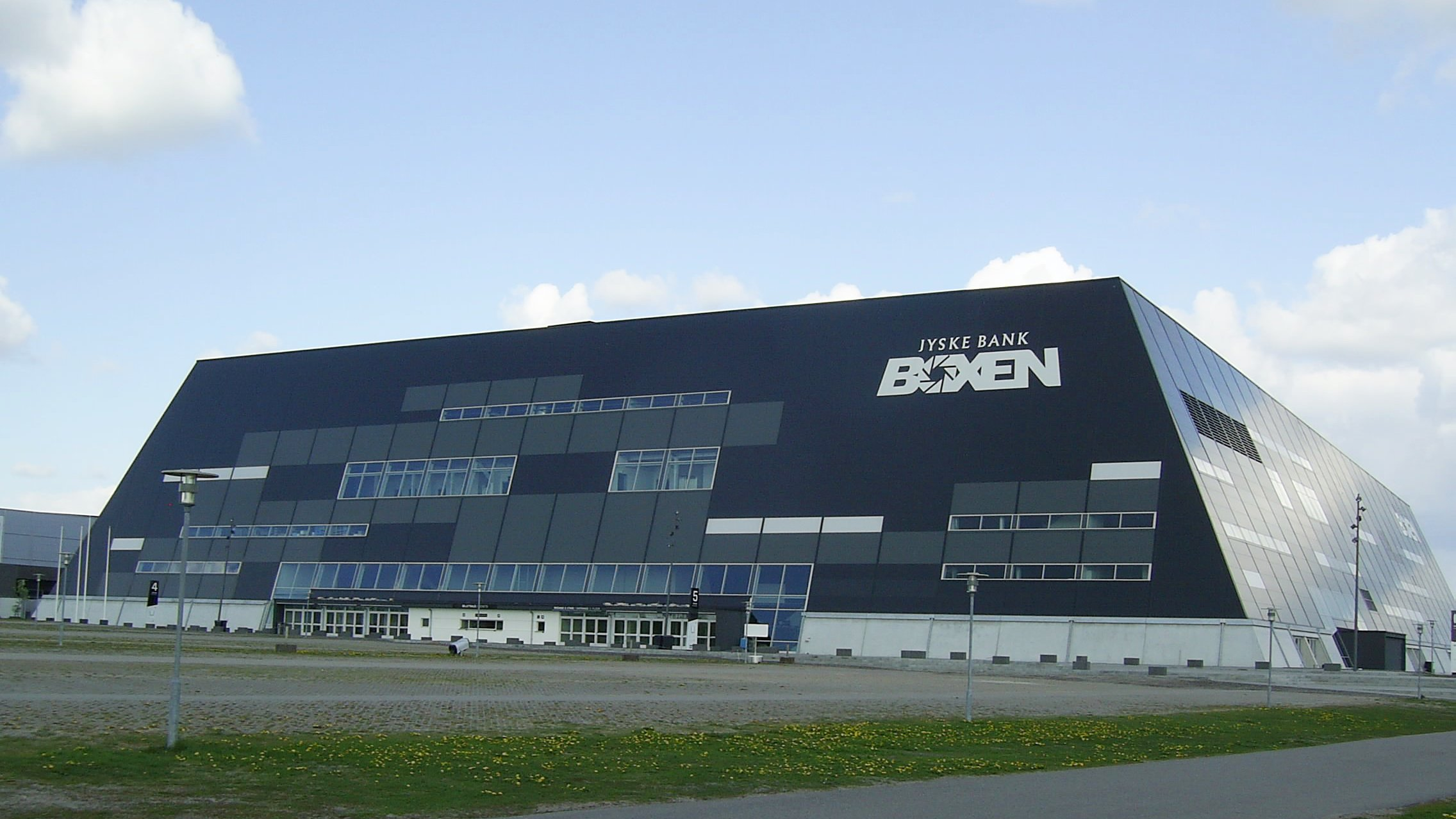
Jyske Banks filial i Herning.

Jyske Bank A/S är Danmarks tredje största bank. Namnet Jyske Bank kommer av det danska ordet jysk ("jylländsk").
Banken har sitt huvudsäte i Silkeborg på Jylland, och har kontor och dotterbolag i Danmark, Frankrike, Tyskland, Gibraltar, Nederländerna, Schweiz och Storbritannien. 
Nuvarande (2019) vd är Anders Dam. Banken har omkring 3 800 anställda (2018).